# Comunità montana Valli del Monviso
La Comunità montana Valli del Monviso è stata una delle sei comunità montane della Provincia di Cuneo.

## Storia
L'ente nacque dell'accorpamento della Comunità montana Valli Po, Bronda e Infernotto con la Comunità montana Valle Varaita, nell'ambito della riorganizzazione e riduzione del numero delle comunità montane sul territorio (da dodici a sei) operate dalla Regione Piemonte il 3 novembre 2008.
L'ente è stato soppresso, insieme alle altre comunità montane del Piemonte, con la Legge regionale 28 settembre 2012, n. 11.

## Le comunità accorpate

### Comunità montana Valli Po Bronda e Infernotto
Univa i comuni delle valli Po, Bronda e Infernotto, nello specifico: Bagnolo Piemonte, Barge, Brondello, Castellar, Crissolo, Envie, Gambasca, Martiniana Po, Oncino, Ostana, Paesana, Pagno, Revello, Rifreddo e Sanfront. Aveva sede a Paesana, ed aveva come scopo la salvaguardia del patrimonio ambientale e culturale locale.

### Comunità montana Valle Varaita
Univa i comuni della Valle Varaita, ossia Pontechianale, Bellino, Casteldelfino, Sampeyre, Frassino, Melle, Valmala, Brossasco, Isasca, Venasca, Rossana, Piasco, Costigliole Saluzzo e Verzuolo. Aveva sede a Frassino.

## Geografia fisica
La Comunità montana Valle Po, Bronda, Infernotto comprendeva le valli alpine più settentrionali della provincia di Cuneo; queste circondano l'imponente gruppo del Monviso (3.841 m), dal quale nasce il Po, il maggiore fiume italiano, che dà il nome alla valle.
La parte alta della valle Po è caratterizzata da un forte dislivello: in soli 11,5 km si passa dai 1.318 metri di altitudine di Crissolo ai 614 di Paesana, al centro dell'Alta Valle. La parte inferiore della valle ha un declivio più dolce, e qui il Po riceve i suoi primi affluenti dalle valli Infernotto (da nord) e Bronda (da sud). La Valle Po comprende i comuni di Crissolo, Oncino, Ostana, Paesana, Sanfront, Rifreddo, Envie, Gambasca, Martiniana Po e Revello.
La valle Infernotto si estende dal Monte Media al Monte Bracco. Comprende i comuni di Barge e Bagnolo Piemonte. Prende il nome dal torrente Infernotto (che dopo Barge cambia il nome in torrente Ghiandone), primo affluente di una certa rilevanza del Po.
La valle Bronda comprende i comuni di Castellar, di Pagno e di Brondello ed è percorsa dal torrente Bronda, altro affluente del Po. La piccola valle comunica con la Valle Varaita attraverso il passo del Colletto Basso di Isasca (818 m).
La Valle Varaita confina con la Valle Maira a sud, la Valle Po a nord e la francese Valle del Guil a ovest con la quale è collegata attraverso il Colle dell'Agnello (2.744 m). Il suo territorio si estende dai Comuni di Pontechianale (1614 m), Bellino e Casteldelfino, i più elevati del comprensorio, a quelli di Sampeyre, Frassino, Melle, Valmala, Brossasco, Isasca, Venasca, Rossana, Piasco, Costigliole Saluzzo e Verzuolo, dove inizia la pianura cuneese. La valle è percorsa dal torrente Varaita, primo affluente di destra, di una certa rilevanza, del Po.

### Territorio
La Valle Varaita e la Valle Po, con le valli sottostanti Bronda e Infernotto, sono dominate dal Monviso, la montagna più alta delle Alpi Cozie, che rappresenta un elemento di grande richiamo turistico estivo ed invernale e una classica meta degli alpinisti.
La valle Po conserva numerosi antichi sentieri utilizzati per il trasporto di merci con la Francia o durante la seconda guerra mondiale per il passaggio delle truppe. Poco sotto il Colle delle Traversette è ancora percorribile il "Buco di Viso", una galleria collocata lungo l'antica "Via del Sale". Scendendo più a valle, sono presenti molti percorsi per escursioni panoramiche e passeggiate nei boschi lungo sentieri e mulattiere.